# Tarbet (Argyll and Bute)
Tarbet, schottisch-gälisch: Tairbeart Loch Laomainn, nicht zu verwechseln mit Tarbert, ist eine Ortschaft im Osten der schottischen Council Area Argyll and Bute. Sie liegt am Nordwestufer von Loch Lomond etwa 21 Kilometer nördlich von Helensburgh und 23 Kilometer östlich von Inveraray. Im Jahre 1971 wurden in Tarbet 292 Einwohner gezählt. In neueren Zensusdaten ist die Ortschaft nicht mehr separat aufgeführt.
Tarbet liegt am Ostende eines Tals, das entlang der kürzesten Strecke zwischen dem See Loch Lomond und dem Meeresarm Loch Long bei Arrochar verläuft. In der Vergangenheit wurden Schiffe durch dieses etwa 2,5 km lange Tal über Land geschleift, um zwischen den beiden Gewässern zu wechseln.
Südlich von Tarbet befindet sich mit dem Stuckgowan House ein Denkmal aus der höchsten schottischen Denkmalkategorie A. Bei diesem handelt es sich um ein um das Jahr 1820 im tudorgotischen Stil erbautes Landhaus am Ufer von Loch Lomond.

## Verkehr
In Tarbet befindet sich der Abzweig der A83 von der A82. Während die von Glasgow kommende A82 weiter in nördlicher Richtung über Fort William nach Inverness führt, verläuft die A83 in westlicher Richtung über Inveraray und Lochgilphead und schließt die Halbinsel Kintyre bis Campbeltown an den Central Belt an. Am Westende von Tarbet befindet sich ein Bahnhof, den sich die Ortschaft mit dem benachbarten Arrochar teilt. Dieser wird von allen Zügen der West Highland Line einschließlich des Caledonian Sleeper bedient. Bereits seit dem 19. Jahrhundert befindet sich in Tarbet ein Schiffsanleger, an dem früher zahlreiche Fähren auf dem Loch Lomond hielten.